# روبرت أ. بويد
روبرت أ. بويد هو مهندس كندي، ولد في 21 يونيو 1918 في شيربروك في كندا، وتوفي في 6 نوفمبر 2006.:32-33</ref>